# Étude Caprice no 4
L'Étude Caprice no 4 est une œuvre pour piano de la compositrice française Claude Arrieu, écrite en 1954.

## Contexte et création
Claude Arrieu compose son Étude Caprice no 4 en 1954. L'œuvre est publiée par la Casa Ricordi en 1955.